# Nederlandse krijgsmacht
De Nederlandse krijgsmacht is de militaire organisatie van het Koninkrijk der Nederlanden. De krijgsmacht wordt in de kern gevormd door de vier krijgsmachtdelen: de Koninklijke Marine (KM), de Koninklijke Landmacht (KL), de Koninklijke Luchtmacht (KLu) en de Koninklijke Marechaussee (KMar). Deze vier krijgsmachtdelen worden ondersteund door het Defensie Ondersteuningscommando (DOSCO) en het Commando Materieel en IT (Commit). Daarnaast bestaan er binnen het Koninkrijk nog kleine lokale militaire korpsen op Curaçao (de Curaçaose Militie) en op Aruba (de Arubaanse Militie). Deze opereren onder gezag van het Commandement der Zeemacht in het Caribisch Gebied. De krijgsmacht is organisationeel onderdeel van het ministerie van Defensie.
Het bestaan, de taken van en het gezag over de krijgsmacht zijn vastgelegd in de Nederlandse Grondwet. De regering, gevormd door de Koning en de ministers, heeft het gezag over de krijgsmacht. Ondanks dat militairen bij de aflegging van de eed trouw zweren aan de Koning, is de Koning geen bevelhebber van de krijgsmacht.
De rangen van de Nederlandse krijgsmacht zijn vergelijkbaar met die van NAVO-bondgenoten en zijn vastgesteld middels een koninklijk besluit. De Commandant der Strijdkrachten, een viersterrenfunctie (NATO OF-9), stuurt de krijgsmachtdelen (met uitzondering van de Koninklijke Marechaussee) operationeel aan en fungeert als verbinding tussen de politieke leiding en de krijgsmacht.

## Taken
Het bestaan, de taken en het gezag over de krijgsmacht zijn vastgelegd in Artikel 97 van de Nederlandse Grondwet:
1. Ten behoeve van de verdediging en ter bescherming van de belangen van het Koninkrijk, alsmede ten behoeve van de handhaving en de bevordering van de internationale rechtsorde, is er een krijgsmacht.
2. De regering heeft het oppergezag over de krijgsmacht.
Het ministerie van Defensie onderkent drie hoofdtaken:
- verdedigen van het eigen (inclusief het Caribische deel van het Koninkrijk der Nederlanden) en bondgenootschappelijk grondgebied;
- beschermen en bevorderen van de internationale rechtsorde en stabiliteit;
- ondersteunen van de overheid bij rechtshandhaving, rampenbestrijding en humanitaire hulp, nationaal en internationaal.

## Overzicht

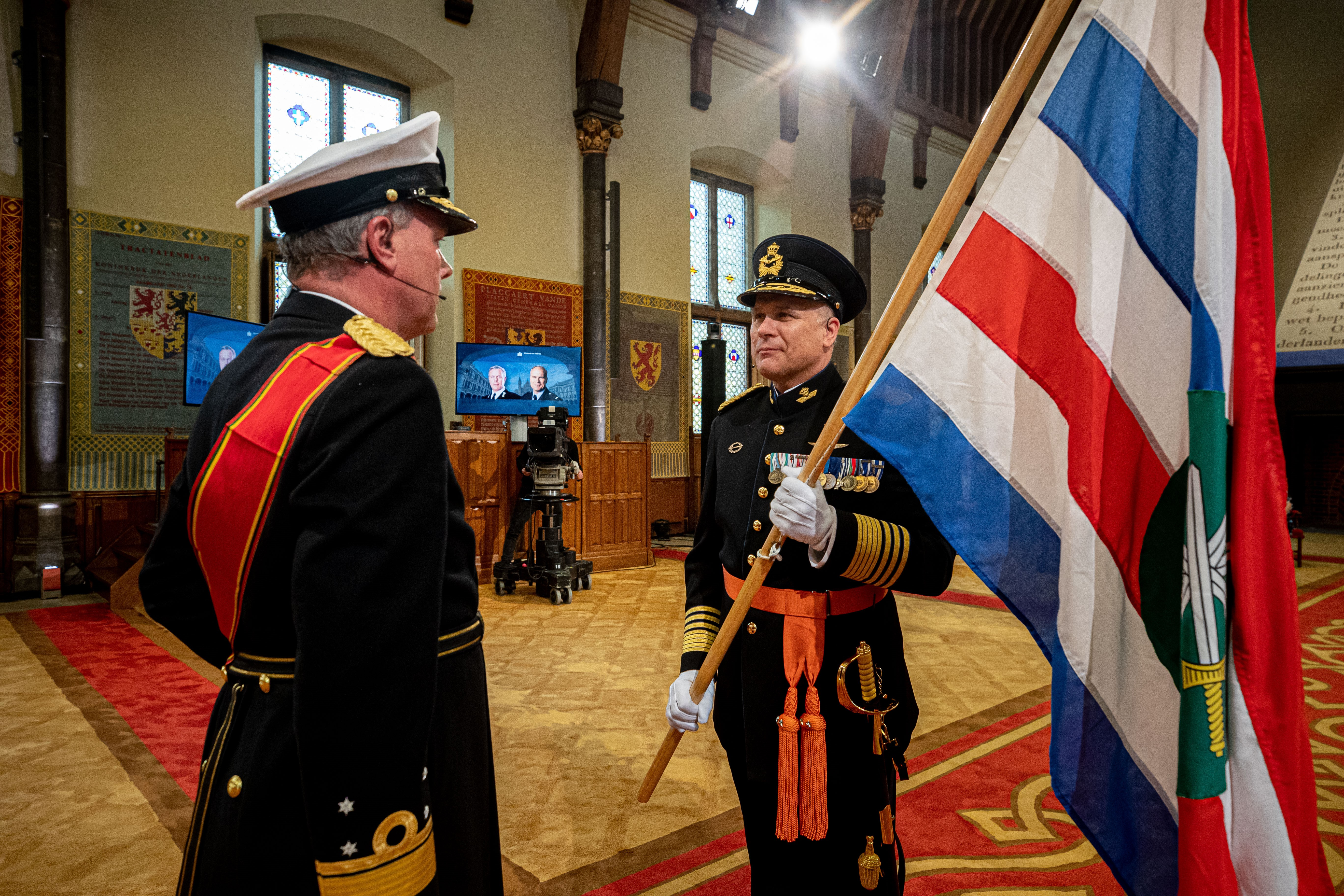
CDS generaal Onno Eichelsheim en scheidend CDS admiraal Rob Bauer tijdens de commando-overdracht in de Ridderzaal, april 2021

### Organisatie
De regering, bestaande uit de Koning en de ministers, heeft het oppergezag over de krijgsmacht. De Koning is echter geen opperbevelhebber; belangrijke beslissingen worden genomen door het kabinet, de minister van Defensie draagt politieke verantwoordelijkheid over het departement. Het ministerie van Defensie is verantwoordelijk voor het maken en uitvoeren van defensiebeleid. Het ministerie bestaat uit de minister, de staatssecretaris, de Bestuursstaf, de vier krijgsmachtdelen en twee onafhankelijke defensieonderdelen. De Bestuursstaf omvat verschillende directies en is verantwoordelijk voor het uitvoeren van beleid, het adviseren van de minister en staatssecretaris en het beheren van de defensieorganisatie. De Bestuursstaf wordt geleid door de secretaris-generaal, de hoogste ambtenaar van het ministerie. Ook de Defensiestaf, het hoogste militaire orgaan onder bevel van de Commandant der Strijdkrachten, is onderdeel van de Bestuursstaf. De Commandant der Strijdkrachten (CDS) is de hoogst geplaatste militair van de krijgsmacht en fungeert als de militaire adviseur van de minister. Daarnaast stuurt de CDS de vier krijgsmachtdelen, het Commando Materieel en IT, het Defensie Ondersteuningscommando, het Defensie Cyber Commando (DCC) en het Netherlands Special Operations Command (NLD SOCOM) aan. De Koninklijke Marechaussee en de Militaire Inlichtingen- en Veiligheidsdienst worden vanwege hun specifieke wettelijke taakstellingen aangestuurd door de secretaris-generaal.

### Personeel
De Nederlandse krijgsmacht is een beroepsleger, maar kent eveneens een dienstplicht. Echter is sinds 1 mei 1997 de opkomstplicht officieel opgeschort. Alle functies bij de verschillende krijgsmachtdelen staan open voor vrouwelijke rekruten. In 1943 werd het eerste Vrouwen Hulpkorps opgericht, waarmee vrouwen ook rol kregen binnen de Koninklijke Landmacht. De intentie was niet dat vrouwen daadwerkelijk gingen vechten, maar wel dat zij een sociale en ondersteunende rol zouden gaan spelen. Bij de Marine werd in 1944 de Marine Vrouw Afdeling (MARVA) opgericht. In oktober 2018 maakte het ministerie van Defensie bekend dat ook de Onderzeedienst opengesteld zou worden voor vrouwelijk personeel, waarmee de gehele krijgsmacht open is gesteld voor vrouwelijk personeel.
Bij het ministerie van Defensie werken 74.000 militairen, burgers en reservisten. Hieronder de personeelsaantallen uitgesplitst naar Defensieonderdeel en naar militair, burger of reservist:
| Defensieonderdeel               | Militair | Reservist | Burger | Totaal |
| ------------------------------- | -------- | --------- | ------ | ------ |
| Koninklijke Marine              | 7.336    | 1.632     | 2.989  | 11.957 |
| Koninklijke Landmacht           | 16.766   | 4405      | 3.783  | 24.954 |
| Koninklijke Luchtmacht          | 6.652    | 823       | 1.245  | 8.721  |
| Koninklijke Marechaussee        | 6.913    | 406       | 847    | 8.166  |
| Bestuursstaf                    | 4.002    | 23        | 2.675  | 4.002  |
| Defensie Ondersteuningscommando | 2.605    | 175       | 7.422  | 10.202 |
| Commando Materieel en IT        | 728      | 19        | 5251   | 5.998  |
| Totaal                          | 42.305   | 7.483     | 24.212 | 74.000 |

### Reservisten
De Nederlandse krijgsmacht heeft ongeveer 6500 reservisten, die verdeeld zijn over de vier reservisteneenheden:
- de Koninklijke Marine Reserve (ca. 1250 personen) bestaat uit voormalige marinemilitairen,
- het Korps Nationale Reserve (ca. 4000 personen) is toegankelijk voor zowel voormalige militairen als voor burgers,
- de Groep Luchtmacht Reserve (ca. 700 personen) is toegankelijk voor zowel voormalige militairen als voor burgers,
- de reservisten van de Koninklijke Marechaussee (ca. 300 personen) zijn voormalige opsporingsambtenaren van dat krijgsmachtdeel.

### Eed
Alle Nederlandse militairen, officieren, onderofficieren en manschappen, dienen de eed of belofte af te leggen. Deze eed is vastgelegd in Artikel 126a van het Algemeen militair ambtenarenreglement, en luidt als volgt:
Ik zweer (beloof) trouw aan de Koning, gehoorzaamheid aan de wetten en onderwerping aan de krijgstucht. Zo waarlijk helpe mij God Almachtig (Dat beloof ik).

## Krijgsmachtdelen

### Koninklijke Marine

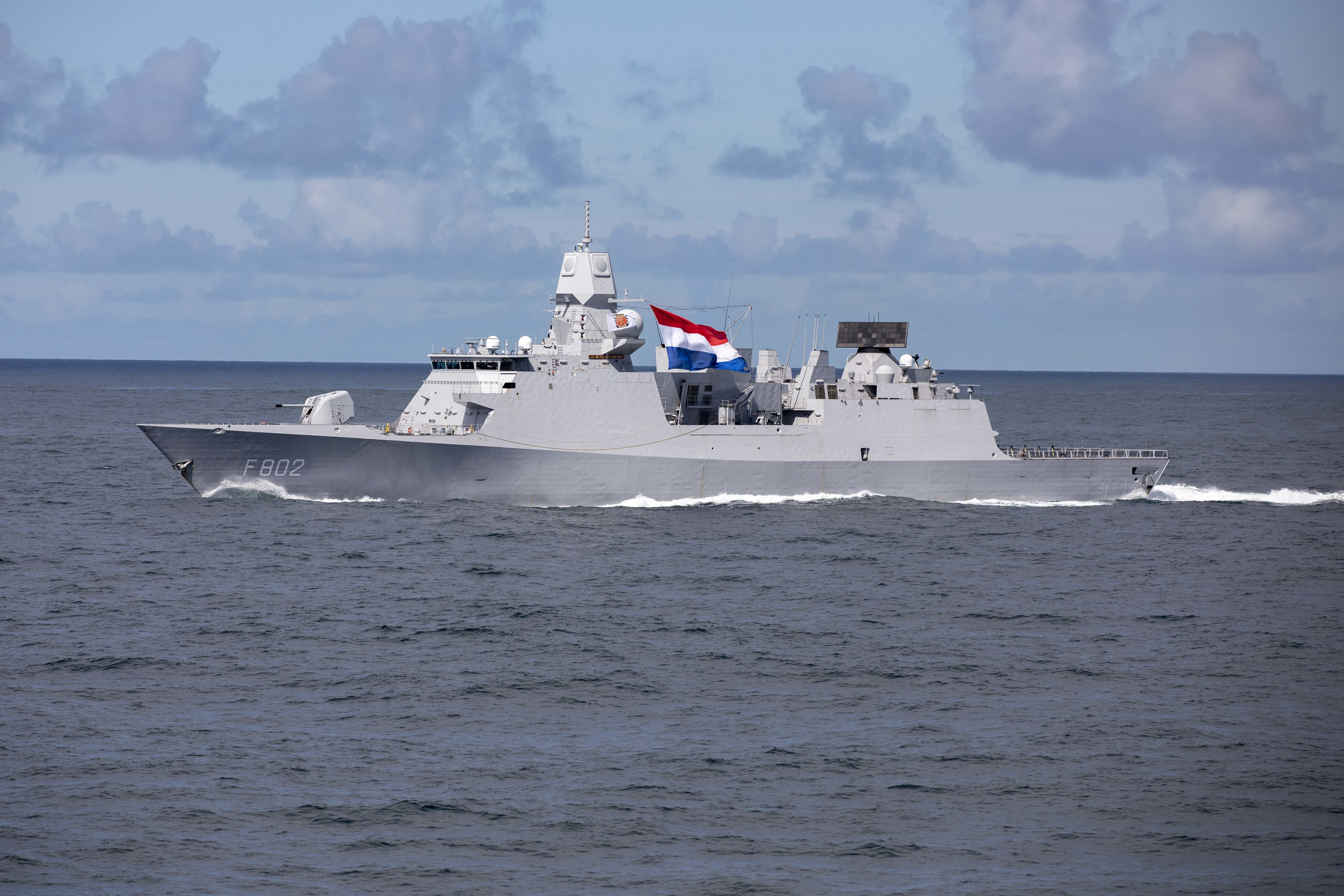
Zr.Ms. De Zeven Provinciën tijdens de oefening At-Sea Demo/Formidable Shield 2021 op de Atlantische Oceaan

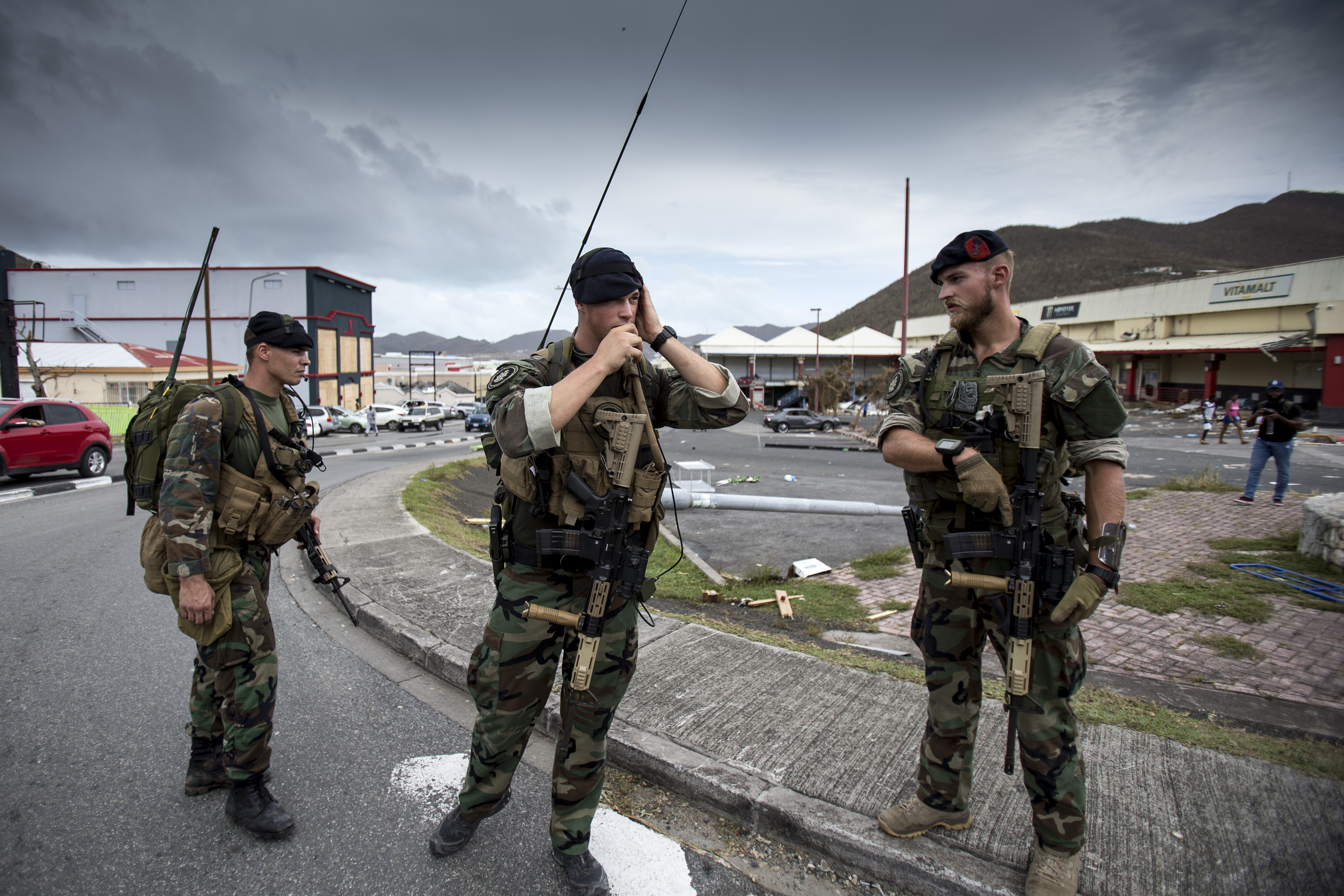
Mariniers op Sint Maarten tijdens de hulpoperatie na orkaan Irma in 2017

De Koninklijke Marine is een moderne zeemacht die bestaat uit 27 vlooteenheden, aangevuld door een aantal ondersteunende schepen. De Commandant Zeestrijdkrachten (C-ZSK), een officier in de rang van viceadmiraal of luitenant-generaal der mariniers, voert het bevel over alle Nederlandse marine-eenheden. Naast het bevel over de marine, bekleedt de C-ZSK ook de functie van Admiraal Benelux. Als zodanig voert de Commandant Zeestrijdkrachten over de operationele eenheden van zowel de Koninklijke Marine als de Belgische Marine.
De marine kent verschillende soorten bovenwatereenheden; onder meer fregatten, amfibische transportschepen, patrouilleschepen, mijnenjagers en verschillende ondersteuningsschepen. Alle grote bovenwatereenheden van de Koninklijke Marine worden gebouwd bij de Nederlandse scheepswerf Damen Schelde Naval Shipbuilding. Ook de geavanceerde luchtverdedigings- en commandofregatten van de De Zeven Provinciënklasse worden bij Damen gebouwd. Thales Nederland levert een groot deel van de sensoren en radars voor de Nederlandse vloot.
De Onderzeedienst werd opgericht in 1906 en is verantwoordelijk voor de inzet van alle onderzeeboten bij de Koninklijke Marine. Anno 2022 vaart de Onderzeedienst met vier onderzeeboten van de Walrusklasse, en één torpedowerkschip, Zr.Ms. Mercuur. De Nederlandse onderzeeboten vormen een belangrijke nichecapaciteit binnen de NAVO; door de geringe omvang en expeditionaire capaciteit kunnen de Walrusklasse-onderzeeboten opereren in ondiepe wateren. Het vervangingsprogramma van de Walrusklasse moet voorzien in de levering van vier nieuwe onderzeeboten in de vroege jaren '30, door een nog te verkiezen scheepswerf.

#### Korps Mariniers
Het Korps Mariniers is het marine-infanteriekorps van de Koninklijke Marine. Het korps bestaat uit twee Marine Combat Groups (MCG's) van bataljonsgrootte, verschillende ondersteunende eenheden en de Netherlands Maritime Special Operations Forces (NLMARSOF). Mariniers zijn gespecialiseerd in oorlogsvoering onder amfibische, arctische en bergachtige omgevingen, alsmede de uitvoering van speciale operaties. Het korps heeft de beschikking over verschillende typen (pantser)voertuigen voor landoptreden, alsook meerdere landingsvaartuigen die kunnen worden ingezet vanaf een van de amfibische transportschepen.

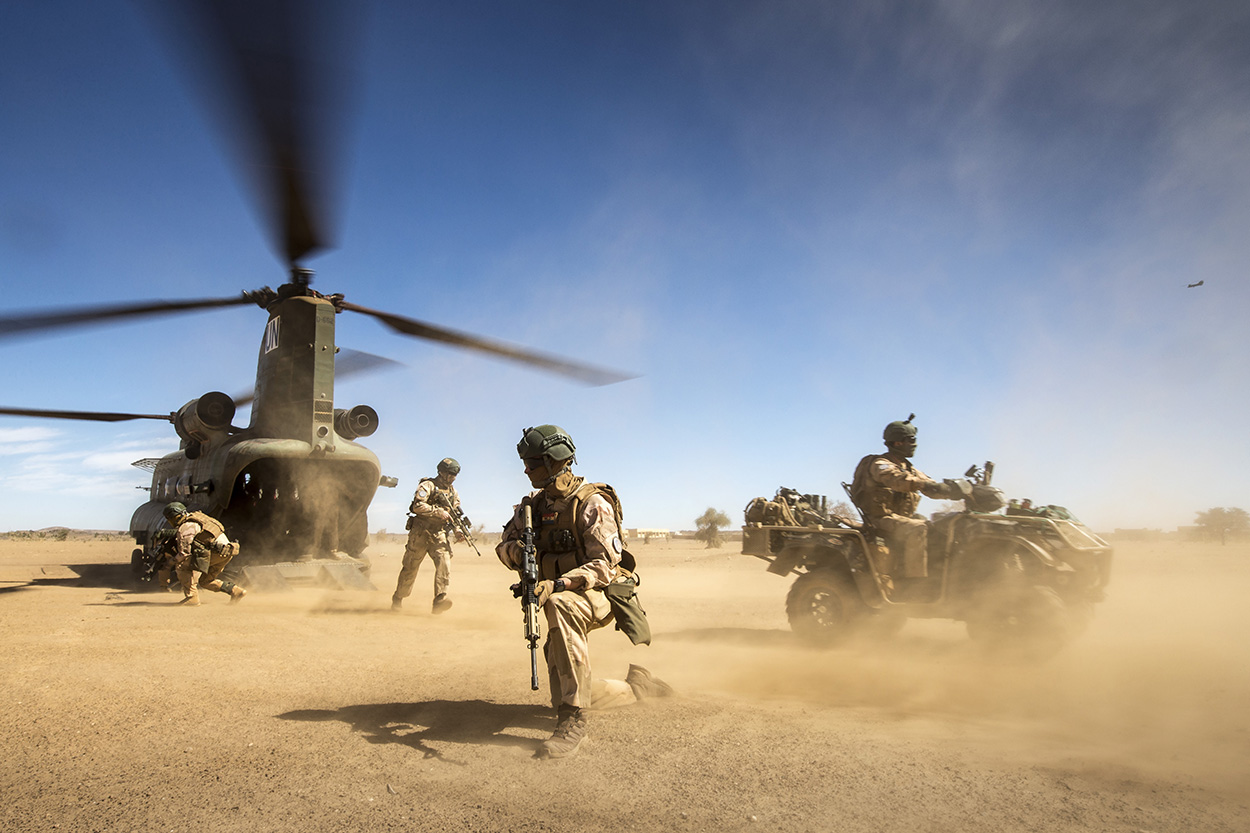
Militairen van 11 Luchtmobiele Brigade stijgen uit een CH-47 Chinook in Mali.

### Koninklijke Landmacht
De Koninklijke Landmacht bestaat uit voltijds beroepsmilitairen en het Korps Nationale Reserve. De landmacht wordt geleid door de Commandant Landstrijdkrachten (C-LAS), het hoofdkwartier bevindt zich op de Kromhoutkazerne in Utrecht. De operationele kern wordt gevormd door drie gevechtsbrigades: 
- 11 Luchtmobiele Brigade
- 13 Lichte Brigade
- 43 Gemechaniseerde Brigade

Het Operationeel Ondersteuningscommando Land (OOCL) levert een breed scala aan gevechtsondersteuning en logistieke ondersteuning aan de verschillende landmachtonderdelen. Het Korps Commandotroepen is de SOF-eenheid van de landmacht. Alle landmachteenheden, en hun respectievelijke personeel, zijn ondergebracht in zogeheten traditieverbanden; wapens, dienstvakken, korpsen en regimenten. De landmacht onderhoudt een sterke relatie met de Duitse evenknie van het Heer. Zo zijn zowel 11 Luchtmobiele Brigade en 43 Gemechaniseerde Brigade geïntegreerd in Duitse divisies en is een Nederlands tankeskadron van een Duits-Nederland tankbataljon (414 Tankbataljon).

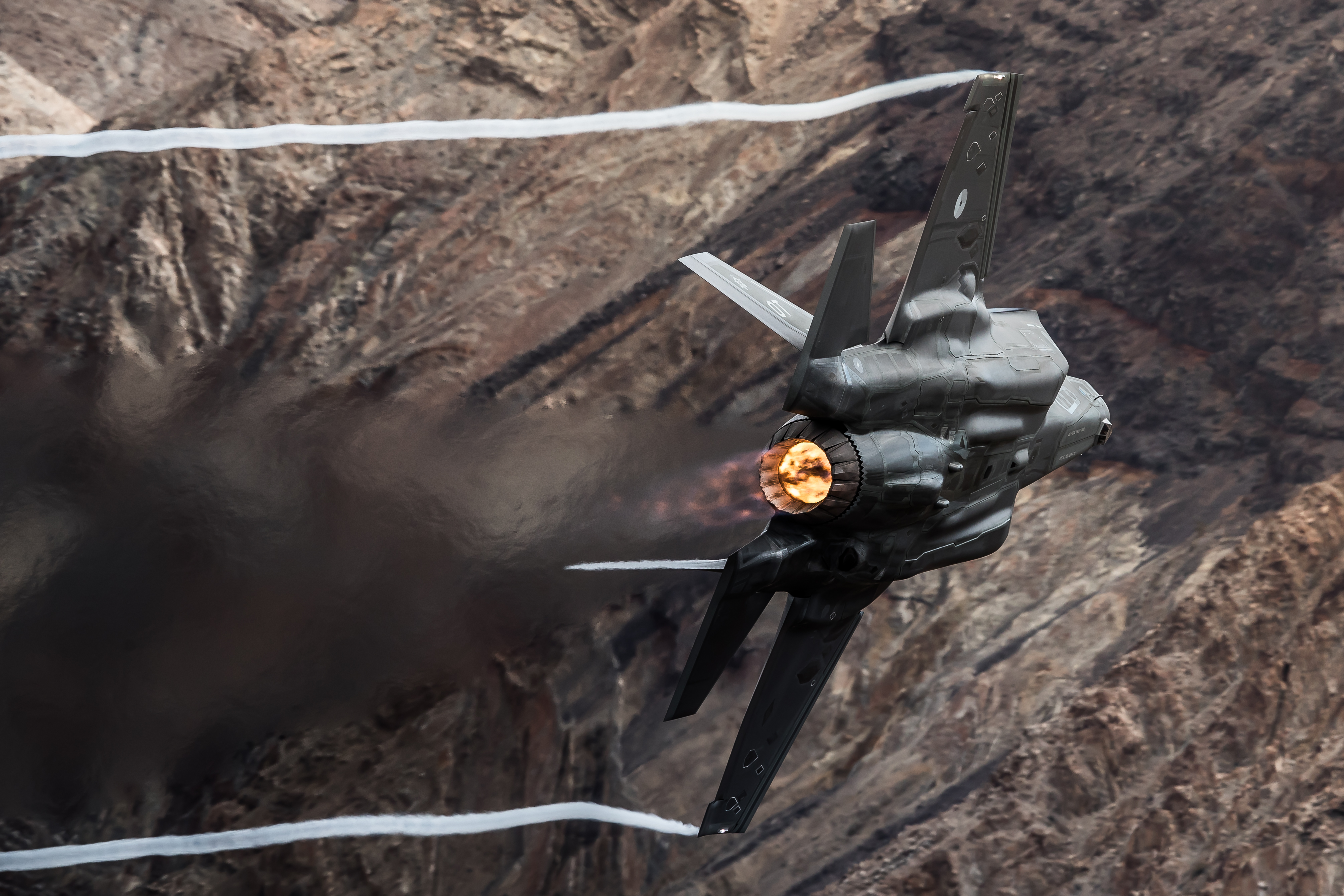
F-35A Lightning II van de KLu tijdens kanonbeproevingen in oktober 2018

### Koninklijke Luchtmacht
De Koninklijke Luchtmacht is het luchtwapen van de Nederlandse krijgsmacht en staat onder bevel van de Commandant Luchtstrijdkrachten (C-LSK). De luchtmacht vliegt met verschillende typen moderne vliegtuigen, zoals de F-16 Fighting Falcon, de F-35 Lightning II, Airbus A330 MRTT-tankvliegtuigen, C-130 Hercules-transportvliegtuigen, verschillende typen helikopters, onbemand luchtvaartuigen en trainingsvliegtuigen. Ook levert de luchtmacht een bijdrage aan het Defensie Grondgebonden Luchtverdedigingscommando (DGLC).

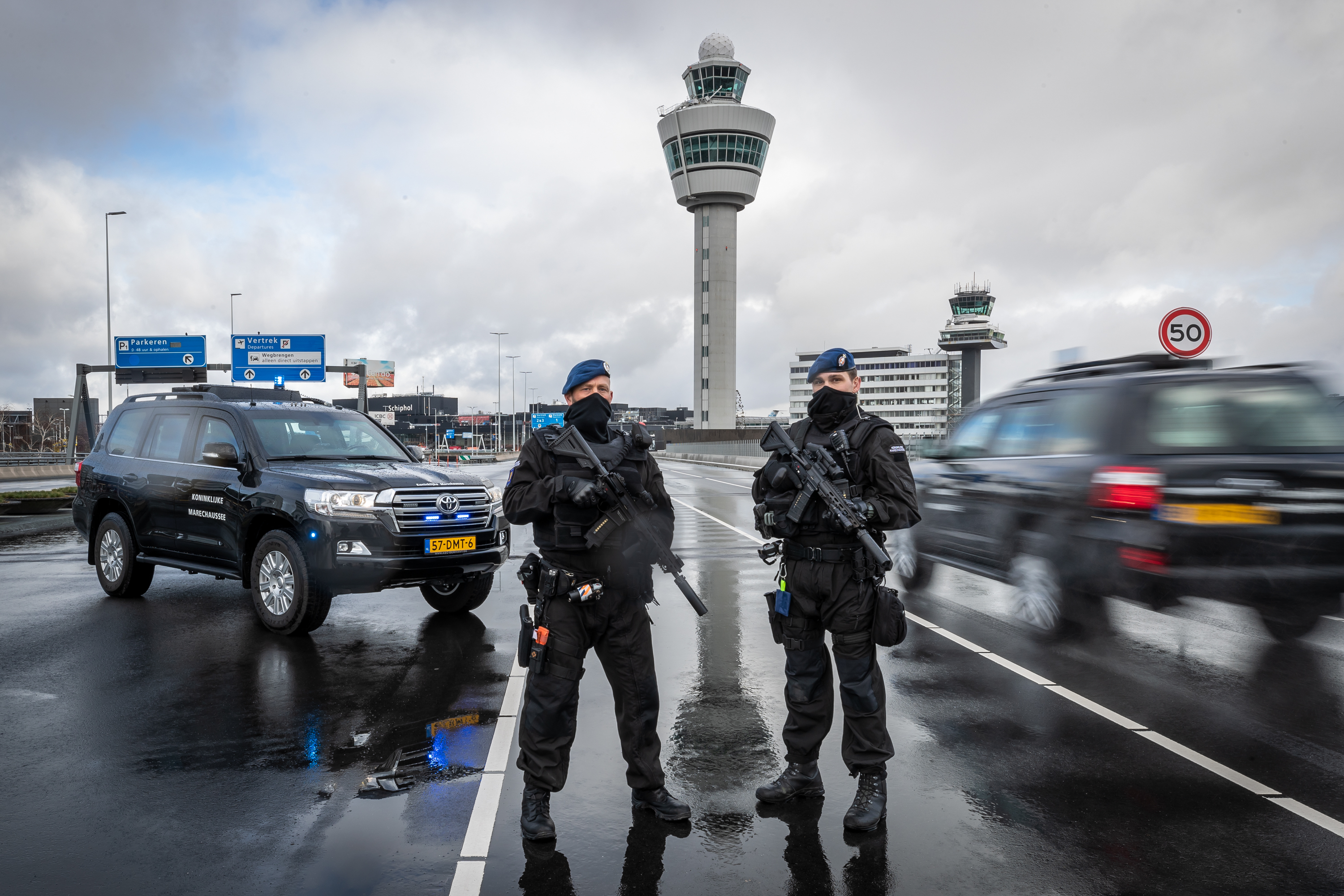
Marechaussees op Schiphol met een gepantserde Toyota Land Cruiser

### Koninklijke Marechaussee
De Koninklijke Marechaussee is een gendarmeriekorps dat zowel militaire- als civiele politietaken uitvoert. Naast de militaire politietaken is de marechaussee tevens verantwoordelijk voor het beveiligen van de buitengrenzen, luchthavens en koninklijke paleizen. Ook richt de KMar zich op het bestrijden van illegale migratie en grensoverschrijdende criminaliteit.
De marechaussee werd in 1998 opgericht als zelfstandig krijgsmachtdeel; hiervoor was de Koninklijke Marechaussee een van de wapens binnen de Koninklijke Landmacht. Ondanks dat het gendarmeriekorps opereert onder gezag van het ministerie van Defensie, voert het regelmatig taken uit die zijn gedelegeerd door het ministerie van Justitie en Veiligheid en het ministerie van Binnenlandse Zaken en Koninkrijksrelaties. Daarnaast zijn meerdere brigades van de marechaussee permanent gestationeerd op de Nederlandse Caraïben.

## Recente inzetten
Sinds de jaren '90 is de Nederlandse krijgsmacht betrokken geweest bij verschillende militaire (vredes)missies, waaronder:
| Land                  | Missie                                                                   |
| --------------------- | ------------------------------------------------------------------------ |
| Bosnië en Herzegovina | UNPROFOR, IFOR, SFOR en EUFOR                                            |
| Kosovo                | KFOR                                                                     |
| Noord-Macedonië       | Task Force Harvest/Task Force Fox                                        |
| Irak                  | SFIR en Operatie Inherent Resolve                                        |
| Afghanistan           | ISAF, Geïntegreerde politietrainingsmissie in Kunduz en Resolute Support |
| Somalië               | Operatie Atalanta en Operatie Ocean Shield                               |
| Libië                 | NAVO-interventie in Libië                                                |
| Mali                  | MINUSMA                                                                  |

### Afghanistan
Tussen 2002 en 2021 werkten Nederlandse militairen in de Afghaanse provincies Kabul, Baghlan, Kandahar, Uruzgan, Kunduz en Balch met het doel stabiliteit te brengen en het Afghaanse veiligheidsapparaat, het Afghaanse leger en de Afghaanse politie op te bouwen. In totaal kwamen 25 Nederlandse militairen om het leven tijdens hun uitzending in Afghanistan.

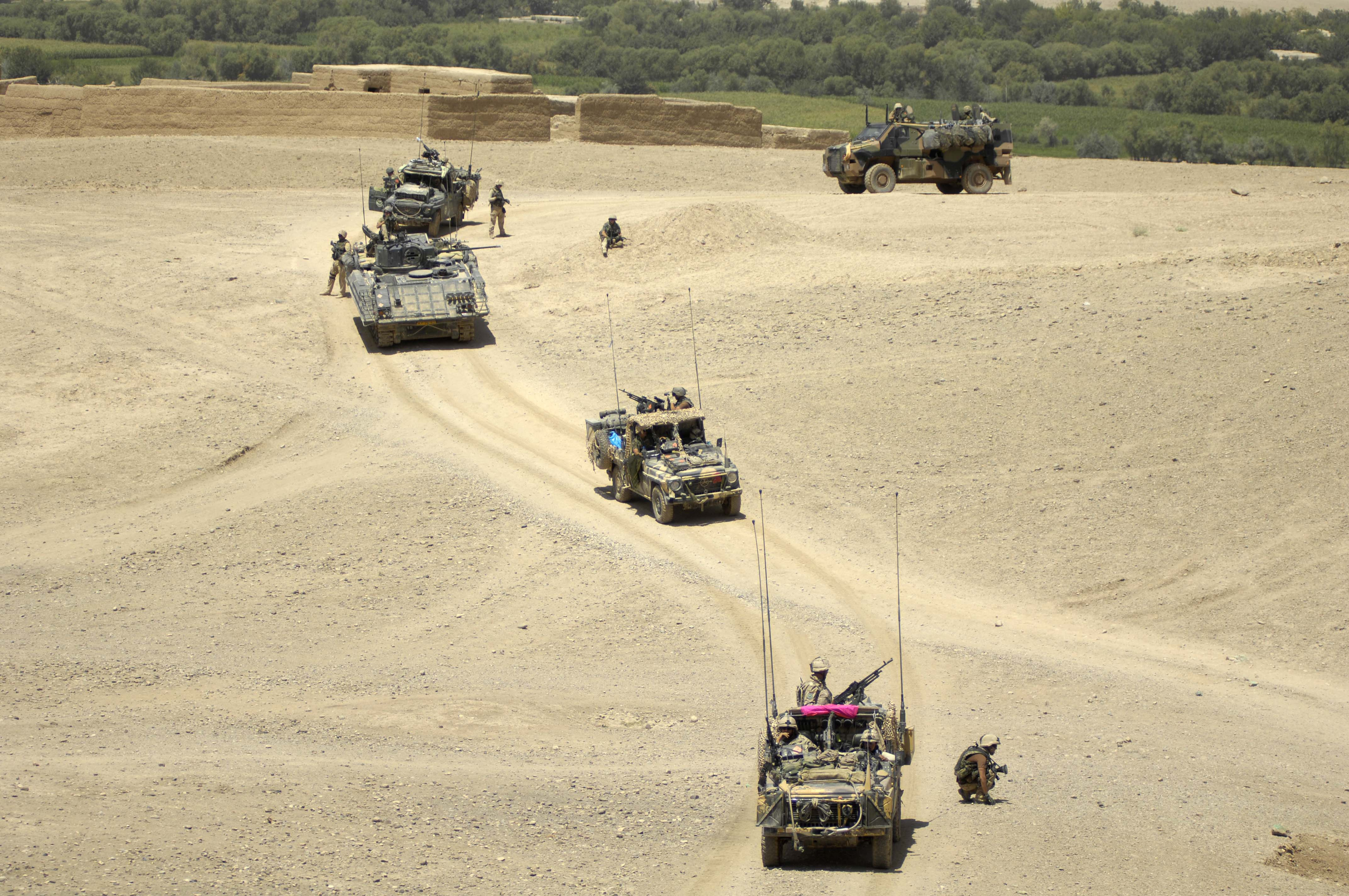
Een patrouille van Task Force Uruzgan verplaatst richting een overwatch-positie nabij de Mirabadvallei, in 2008.

#### Bijdrage aan ISAF
Als onderdeel van de European Participating Air Force (EPAF) van Operatie Enduring Freedom zond Nederland vliegtuigen van Koninklijke Luchtmacht uit ter ondersteuning van grondtroepen in Afghanistan. Daarnaast waren fregatten van de Koninklijke Marine belast met het patrouilleren van de wateren rondom het Midden-Oosten en de Indische Oceaan. Tussen 2001 en 2003 werd een versterkte landmachtcompagnie uitgezonden naar Afghanistan ter ondersteuning van de openbare orde en beveiliging in, en rondom de hoofdstad Kaboel. Daarnaast werden training en opleidingen voor het Afghaanse leger en veiligheidstroepen verzorgd. De Nederlandse militairen werden uitgezonden als onderdeel van de NAVO-missie International Security Assistance Force.
Vanaf 2006 besloot de Nederlandse regering een groot aantal militairen uit te zenden naar Afghanistan als onderdeel van een nieuwe operatie in het zuiden van het land. Vanaf medio 2006 werden speciale eenheden van het Korps Commandotroepen, onderdeel van de Deployment Task Force, met succes uitgezonden naar Tarin Kowt om het gebied in kaart te brengen voor het grote aantal genisten die een groot kampement zouden gaan bouwen. Vanaf augustus 2006 had Nederland het grootste deel van haar troepen uitgezonden naar het zuiden van Afghanistan; zo'n 1.200 militairen waren gestationeerd op Kamp Holland in Tarin Kowt, zo'n 200 militairen op Camp Hadrian in Deh Rawod. PzH2000NL-pantserhouwitsers werden voor het eerst ingezet onder gevechtsomstandigheden. De Nederlandse troepen opereerden onder de ISAF Task Force Uruzgan en waren betrokken bij talrijke hevige gevechtsoperaties, waaronder Operatie Medusa en de Slag bij Chora. Op 18 april 2008, op de tweede dag van zijn commando, sneuvelden de zoon van toenmalig Commandant der Strijdkrachten generaal Peter van Uhm, luitenant Dennis van Uhm, en soldaat Mark Schouwink bij een aanslag met een bermbom. Op 1 september 2008 waren er 1.170 Nederlandse militairen in Afghanistan, exclusief speciale eenheden.

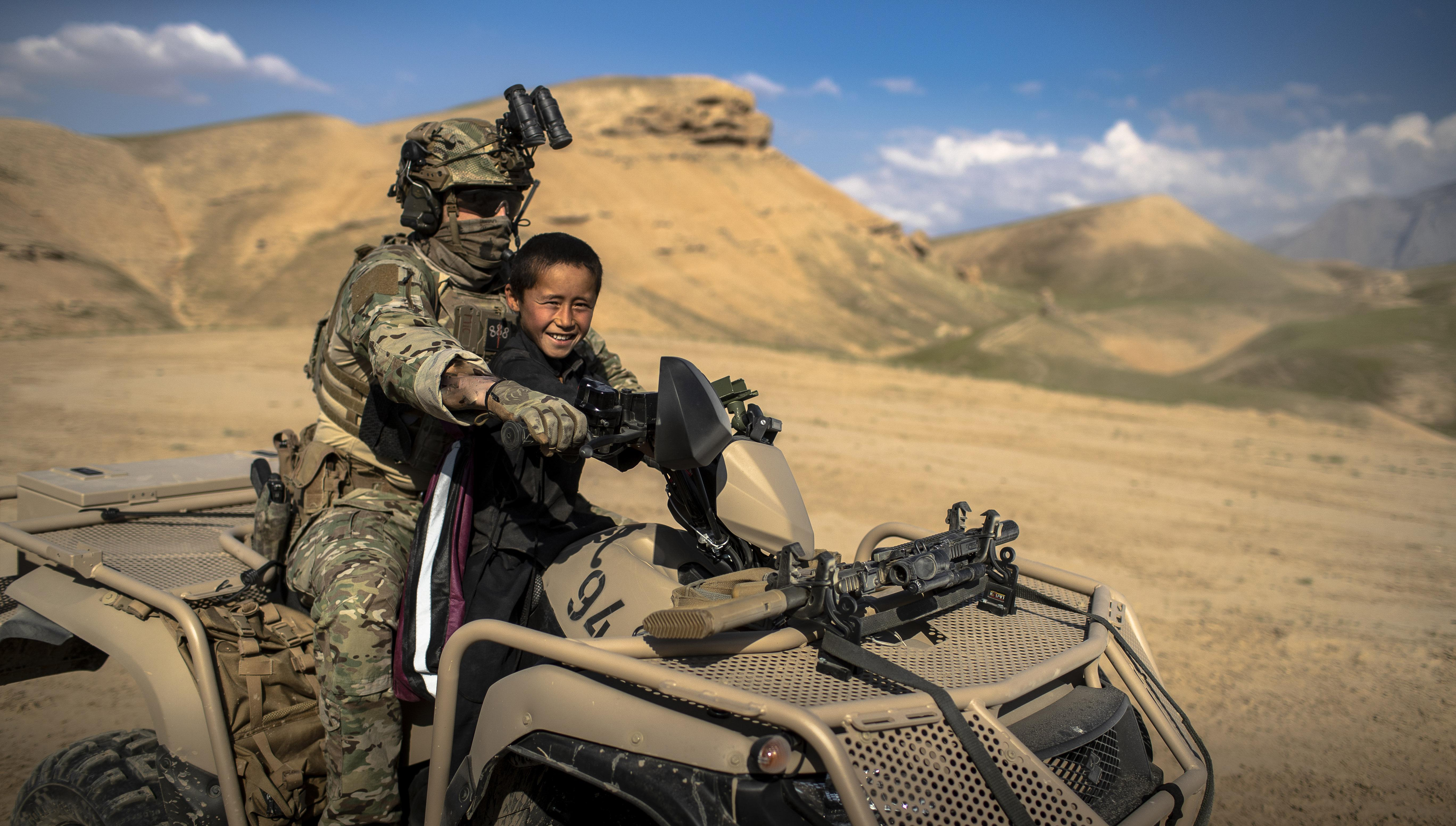
Nederlandse commando van het SOAT op een quad tijdens de Resolute Support-missie

#### Resolute Support
Van 2015 tot 2021 leverde Nederland een bijdrage van zo'n 230 militairen aan de NAVO-missie Resolute Support in Mazar-i-Sharif, de opvolger van de ISAF-missie. De Nederlandse bijdrage bestond uit adviseurs, medisch personeel, een transporteenheid inclusief beveiliging, een logistieke eenheid en stafofficieren. Daarnaast trainden operators van het Korps Commandotroepen en NLMARSOF, in samenwerking met Duitse collega's van de KSK, de Afghaanse speciale politie-eenheid ATF-888 als onderdeel van het Special Operations Advisory Team (SOAT). Het SOAT kon vanaf 2019 in geheel Afghanistan worden ingezet. Met de Amerikaanse terugtrekking en de daaropvolgende terugtrekking van geallieerde troepen kwam de missie in 2021 ten einde.

### Irak

#### Multinationale troepenmacht in Irak
Een eenheid van 1.345 landmachtmilitairen en mariniers, ondersteund door helikopters van de Koninklijke Luchtmacht, werd in 2003 uitgezonden naar Irak, gestationeerd op Camp Smitty nabij As-Samawah met verantwoordelijkheid voor de provincie Al-Muthanna, als onderdeel van de multinationale troepenmacht in Irak (SFIR). Op 1 juni 2004 verlengde de Nederlandse regering de aanwezigheid tot aan 2005, in maart 2005 keerden de Nederlandse militairen huiswaarts. Tijdens de uitzending kwamen twee militairen om het leven, bij afzonderlijke aanvallen.

#### Bijdrage aan anti-ISIS coalitie

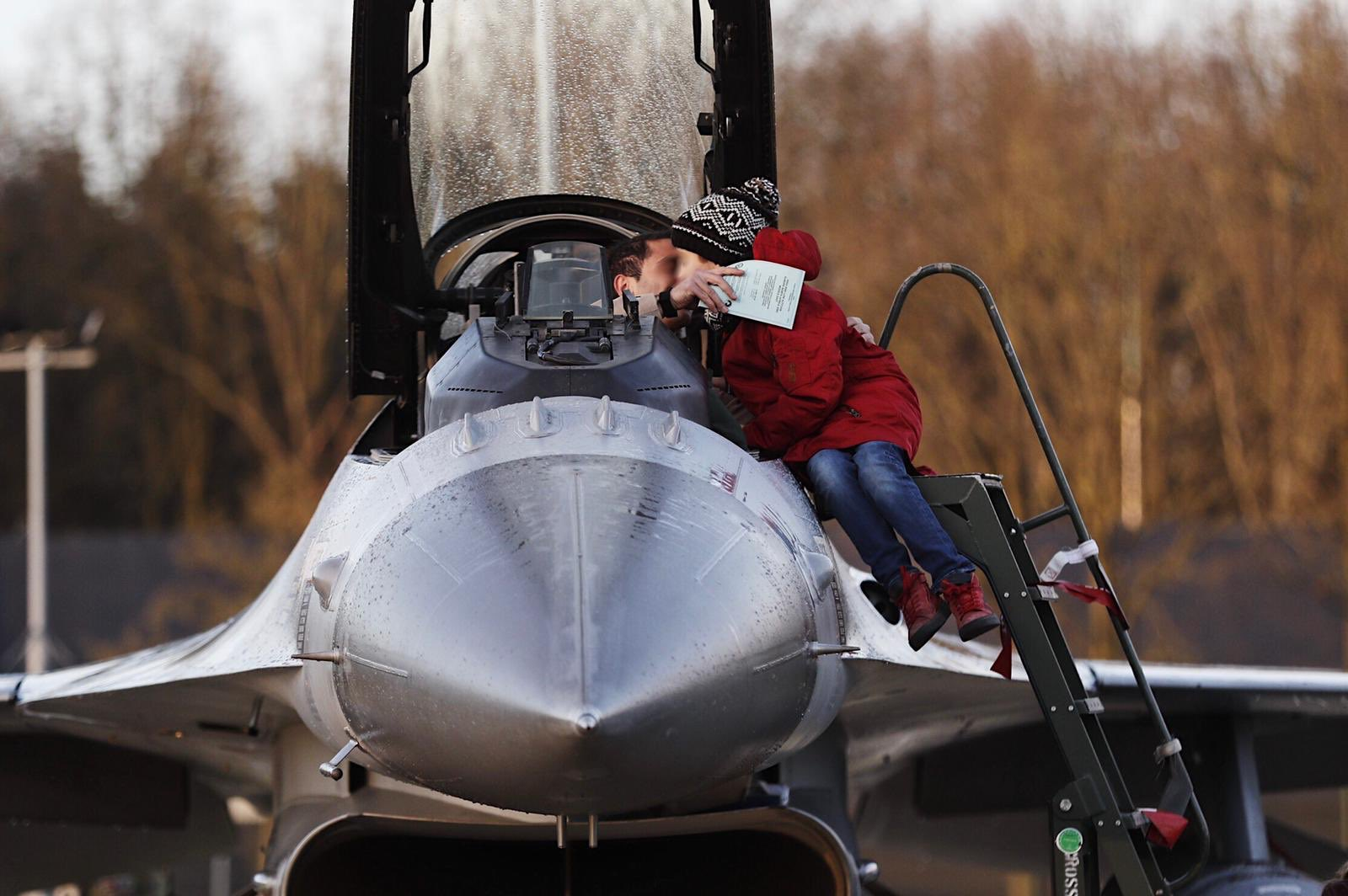
Het laatste Nederlandse F-16-detachement van de Air Task Force Middle East arriveert vanuit Jordanië.

Op 24 september 2014 kondigde de regering aan dat Nederland zou gaan deelnemen aan de internationale militaire interventie tegen ISIS, en werden zes F-16 straaljagers naar Jordanië gestuurd om boven Irak bombardementen uit te voeren op ISIS. Beweegredenen voor de inzet: de opmars van ISIS in Irak en Syrië, en de daarbij getoonde "ongekende geweldsdaden" en "verschrikkelijke misdaden tegen bevolkingsgroepen", vormden een "directe dreiging voor de regio"; daarnaast zou de opmars "instabiliteit aan de Europese buitengrenzen veroorzaken" en daarmee een "directe bedreiging voor onze [Nederlandse] veiligheid" vormen. Gegevens die in augustus 2015 door RTL Nieuws werden opgevraagd toonden dat Nederland tot de meest actieve landen binnen de coalitie behoorde, derde na de Verenigde Staten en het Verenigd Koninkrijk. Vanaf januari 2015 werden ook bombardementen op ISIS-doelen op Syrisch grondgebied uitgevoerd. Tegen het einde van juli 2016 had de Nederlandse Air Task Force meer dan 2.100 missies gevlogen en daarbij meer dan 1.800 luchtaanvallen uitgevoerd. Toen de Nederlandse bijdrage aan de Air Task Force in december 2018 werd beëindigd had de Koninklijke Luchtmacht meer dan 3.000 missies gevlogen en zo'n 2.100 luchtaanvallen uitgevoerd.
Vanaf 2015 tot de lente van 2018 waren advice and assist (A&A)-teams van het KCT en NLMARSOF actief in noord-Irak, in samenwerking met de Belgische Special Forces Group (SFG). Tijdens deze missie leverden zij ondersteuning aan de Peshmerga en het Irakese leger, voor, tijdens en na anti-ISIS operaties. De Belgisch-Nederlandse taakgroep was onderdeel van Operation Inherent Resolve.

### Antipiraterij

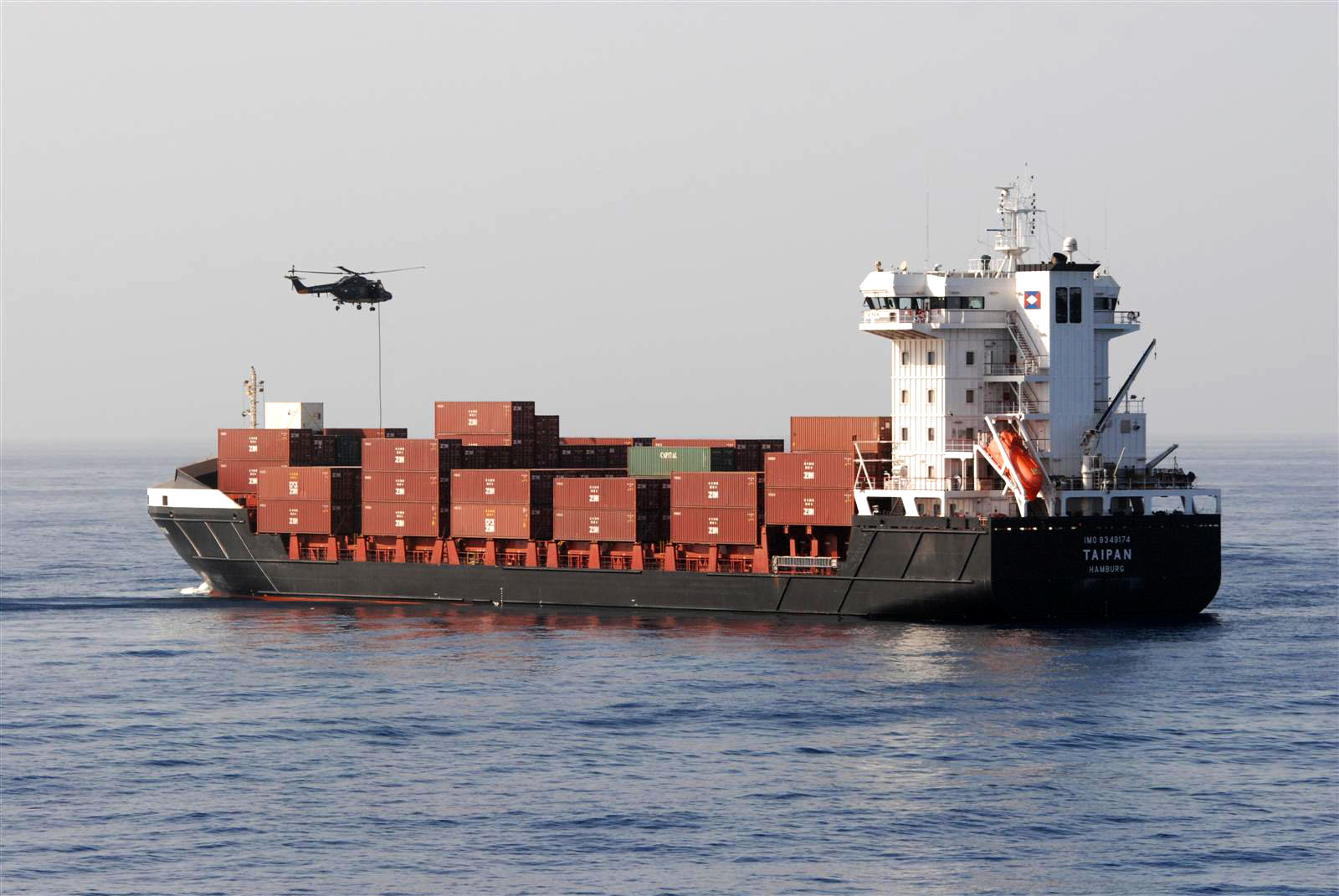
Lynx-helikopter vliegt boven de MS Taipan tijdens de bevrijdingsactie, de mariniers dalen per fast rope neer op de containers aan boord van het schip.

Als een maritieme natie en de geboorteplaats van het zeerecht heeft Nederland historisch gezien grote waarde gehecht aan het mare liberum-principe. Zodoende besloot de Nederlandse regering een aanzienlijke maritieme bijdrage te leveren aan de bestrijding van de Somalische piraterij die vanaf 2005 hevig toenam. De Koninklijke Marine leverde onder meer een bijdrage aan de NAVO-missies Operation Allied Protector en Operation Ocean Shield, alsmede de EU-missie Operatie Atalanta. Onder meer fregatten van de De Zeven Provinciënklasse,de amfibische transportschepen Zr.Ms. Rotterdam en Zr.Ms. Johan de Witt, en Walrusklasse-onderzeeboten werden ingezet in het kader van antipiraterijmissies. Daarnaast waren de Nederlandse marineschepen permanent bemand door zogeheten boarding teams van het Korps Mariniers, veelal afkomstig van NLMARSOF. Ook leveren conventionele marinierseenheden nog steeds personeel voor Vessel Protection Detachments (VPD's) die Nederlandse koopvaardijschepen beschermen wanneer deze door hoog-risico wateren varen.
De zeemacht is tijdens de antipiraterij-operaties regelmatig in gevechtsomstandigheden terecht gekomen, hierbij zijn meerdere Somalische piraten zijn omgekomen. Tijdens de Bevrijding van de Taipan bevrijdde een boarding team van NLMARSOF het containerschip MV Taipan door met touwen vanaf de boordhelikopter van Zr.Ms. Tromp het dek van de Taipan te betreden, dit alles onder hevig geweervuur. De succesvolle operatie werd door een van de mariniers gefilmd met een helmcamera, beelden van de bevrijding bereikten media wereldwijd en werden miljoenen keer bekeken op YouTube. Ook hebben kikvorsmannen van NLMARSOF meerdere risicovolle, en internationaal zeer zeldzame, sabotageoperaties bij moederschepen van piraten uitgevoerd.

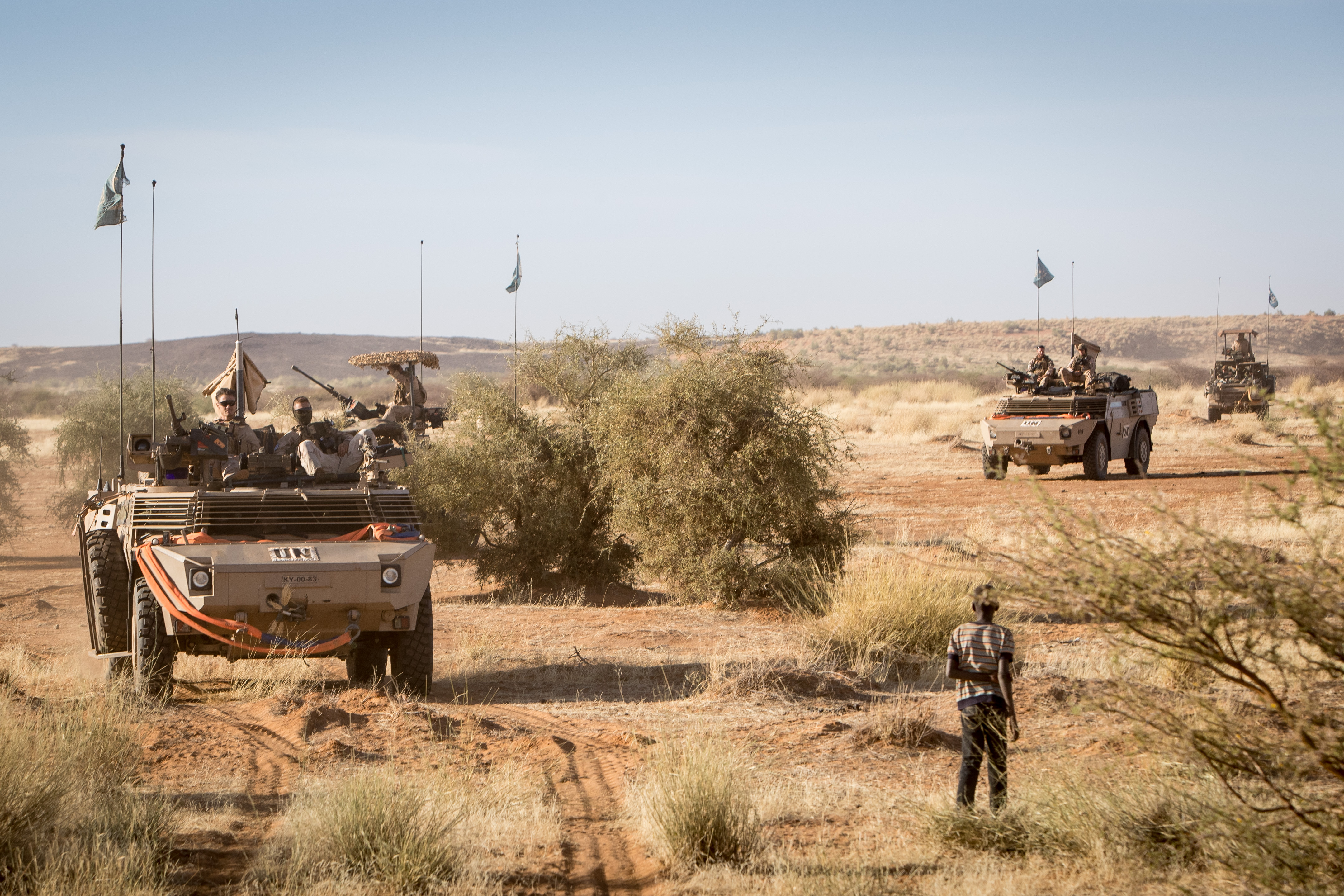
Nederlandse militairen in Fennek-verkenningsvoertuigen patrouilleren de vlaktes ten noorden van Gao.

### Mali
Militairen van het Korps Commandotroepen en ondersteunende eenheden waren vanaf 2014 actief in Mali als onderdeel van de VN-missie MINUSMA. De Nederlandse militairen waren primair belast met het vergaren van inlichtingen betreffende lokale islamisten en rebellengroeperingen en het beschermen van de lokale Malinese bevolking tegen deze groeperingen. Vanaf 2016 waren ook conventionele eenheden van 11 Luchtmobiele Brigade en 13 Lichte Brigade onderdeel van de MINUSMA-rotaties. Daarnaast werden de militairen ondersteund door AH-64 Apache gevechts- en CH-47 Chinook transporthelikopters van de Koninklijke Luchtmacht.
Op 16 maart 2015 verongelukte een AH-64 Apache gevechtshelikopter tijdens een schietoefening; hierbij kwamen de twee vliegers om het leven. Op 6 juli 2016 kwamen twee militairen van 11 Luchtmobiele Brigade om en raakte een derde militair ernstig gewond bij een mortieroefening. Het incident leidde tot het aftreden van toenmalig minister van Defensie Jeanine Hennis-Plasschaert evenals het aftreden van de toenmalig Commandant der Strijdkrachten generaal Tom Middendorp na een kritisch rapport van de Onderzoeksraad voor Veiligheid, waaruit bleek dat het ongeluk een gevolg was van achterstallig onderhoud. Nederland beëindigde de bijdrage aan de missie in mei 2019 om extra troepen naar Afghanistan te sturen.

## Commandanten
| Commandant der Strijdkrachten                  | Commandant der Strijdkrachten                  | Commandant der Strijdkrachten                      | Benoemd          | Krijgsmachtdeel                               |
| ---------------------------------------------- | ---------------------------------------------- | -------------------------------------------------- | ---------------- | --------------------------------------------- |
|                                                | Onno Eichelsheim                               | Generaal Onno Eichelsheim (geboren 1966)           | 15 april 2021    | Koninklijke Luchtmacht (Gevechtshelikopters)  |
| Plaatsvervangend Commandant der Strijdkrachten | Plaatsvervangend Commandant der Strijdkrachten | Plaatsvervangend Commandant der Strijdkrachten     | Benoemd          | Krijgsmachtdeel                               |
|                                                |                                                | Luitenant-generaal Ludy Schmidt                    | 27 oktober 2024  | Koninklijke Landmacht                         |
| Commandant Landstrijdkrachten                  | Commandant Landstrijdkrachten                  | Commandant Landstrijdkrachten                      | Benoemd          | Krijgsmachtdeel                               |
|                                                | Martin Wijnen                                  | Luitenant-generaal Jan Swillens (geboren 1967)     | 8 maart 2024     | Koninklijke Landmacht (Korps Commandotroepen) |
| Commandant Zeestrijdkrachten                   | Commandant Zeestrijdkrachten                   | Commandant Zeestrijdkrachten                       | Benoemd          | Krijgsmachtdeel                               |
|                                                | René Tas                                       | Vice-admiraal René Tas (geboren 1964)              | 9 september 2021 | Koninklijke Marine (Vloot)                    |
| Commandant Luchtstrijdkrachten                 | Commandant Luchtstrijdkrachten                 | Commandant Luchtstrijdkrachten                     | Benoemd          | Krijgsmachtdeel                               |
|                                                | André Steur                                    | Luitenant-generaal André Steur (geboren 1970)      | 14 april 2023    | Koninklijke Luchtmacht (Jachtvliegers)        |
| Commandant Koninklijke Marechaussee            | Commandant Koninklijke Marechaussee            | Commandant Koninklijke Marechaussee                | Benoemd          | Krijgsmachtdeel                               |
|                                                | Annelore Roelofs                               | Luitenant-generaal Annelore Roelofs (geboren 1958) | 1 september 2023 | Koninklijke Marechaussee                      |

## Topfunctionarissen
| Hoofd van de Permanente Militaire Vertegenwoordiging van Nederland bij de NAVO en de EU | Hoofd van de Permanente Militaire Vertegenwoordiging van Nederland bij de NAVO en de EU | Hoofd van de Permanente Militaire Vertegenwoordiging van Nederland bij de NAVO en de EU | Benoemd           | Krijgsmachtdeel                                                      |
| --------------------------------------------------------------------------------------- | --------------------------------------------------------------------------------------- | --------------------------------------------------------------------------------------- | ----------------- | -------------------------------------------------------------------- |
|                                                                                         | Michiel van der Laan                                                                    | Luitenant-generaal Dick van Ingen                                                       | 1 juli 2023       | Koninklijke Luchtmacht (Luchtgevechtsleiding)                        |
| Commandant Defensie Ondersteuningscommando                                              | Commandant Defensie Ondersteuningscommando                                              | Commandant Defensie Ondersteuningscommando                                              | Benoemd           | Krijgsmachtdeel                                                      |
|                                                                                         | Jan-Willem Maas                                                                         | Luitenant-generaal Jan-Willem Maas                                                      | 1 september 2023  | Koninklijke Landmacht (Korps Veldartillerie)                         |
| Inspecteur-generaal der Krijgsmacht                                                     | Inspecteur-generaal der Krijgsmacht                                                     | Inspecteur-generaal der Krijgsmacht                                                     | Benoemd           | Krijgsmachtdeel                                                      |
|                                                                                         | Frank van Sprang                                                                        | Luitenant-generaal der mariniers Frank van Sprang (geboren 1962)                        | 28 november 2019  | Koninklijke Marine (Mariniers)                                       |
| Directeur Commando Materieel en IT                                                      | Directeur Commando Materieel en IT                                                      | Directeur Commando Materieel en IT                                                      | Benoemd           | Krijgsmachtdeel                                                      |
|                                                                                         | Jan Willem Hartman                                                                      | Vice-admiraal Jan Willem Hartman                                                        | 28 september 2023 | Koninklijke Marine (Technische Dienst)                               |
| Directeur Militaire Inlichtingen- en Veiligheidsdienst                                  | Directeur Militaire Inlichtingen- en Veiligheidsdienst                                  | Directeur Militaire Inlichtingen- en Veiligheidsdienst                                  | Benoemd           | Krijgsmachtdeel                                                      |
|                                                                                         | Peter Reesink                                                                           | Vice-admiraal Peter Reesink (geboren 1964)                                              | 8 februari 2024   | Koninklijke Marine (Vloot)                                           |
| Commandant Netherlands Special Operations Command                                       | Commandant Netherlands Special Operations Command                                       | Commandant Netherlands Special Operations Command                                       | Benoemd           | Krijgsmachtdeel                                                      |
|                                                                                         | Ron Smits                                                                               | Generaal-majoor Ron Smits                                                               | 8 juli 2021       | Koninklijke Landmacht (Regiment Infanterie Prins Johan Willem Friso) |
| Commandant Defensie Cyber Commando                                                      | Commandant Defensie Cyber Commando                                                      | Commandant Defensie Cyber Commando                                                      | Benoemd           | Krijgsmachtdeel                                                      |
|                                                                                         | René van den Berg                                                                       | Brigade-generaal René van den Berg                                                      | 1 december 2020   | Koninklijke Landmacht (Korps Commandotroepen)                        |

## Open dagen
Diverse onderdelen van de Nederlandse krijgsmacht houden open dagen, die zijn bedoeld om een breder publiek te laten kennismaken met de krijgsmacht. Naast het organiserende krijgsmachtdeel zijn ook andere onderdelen van defensie vertegenwoordigd.
- Marinedagen (voor 2008 Vlootdagen)
- Luchtmachtdagen
- Landmachtdagen

Aanvankelijk hield elk van de drie krijgsmachtdelen ieder jaar een open dag. Vanwege bezuinigingen werd dit vanaf 2010 gereduceerd tot twee defensieonderdelen per jaar. Waarbij de luchtmachtdagen regelmatig afgelast werden door de Coronapandemie, oefeningen en uitzendingen.